# Амангельди (Казигуртський район)
Амангельди́ (каз. Амангелді) — село у складі Казигуртського району Туркестанської області Казахстану. Входить до складу сільського округу Каракози Абдалієва.
Населення — 525 осіб (2021; 595 у 2009, 590 у 1999, 617 у 1989).